# Ракитинка (Морозовское сельское поселение)
Ракитинка — деревня в Омском районе Омской области России. Входит в состав Морозовского сельского поселения.
Население 1369 чел. (2010) .

## История
В соответствии с Законом Омской области от 30 июля 2004 года № 548-ОЗ «О границах и статусе муниципальных образований Омской области» деревня вошла в состав образованного муниципального образования «Морозовское сельское поселение».

## География
Находится на юге центральной части региона, в Барабинской низменности, примыкая к г. Омск.

## Население
| 2006 | 2010  |
| ---- | ----- |
| 1150 | ↗1369 |

Гендерный состав
По данным Всероссийской переписи населения 2010 года в гендерной структуре населения из 1369 человек мужчин — 669, женщин — 700	(48,9 и 51,1 % соответственно)
Национальный состав
Согласно результатам переписи 2002 года, в национальной структуре населения русские составляли 88 % от общей численности населения в 1139 чел..

## Инфраструктура
Развитое сельское хозяйство. Личное подсобное хозяйство.

## Транспорт
Проходит на южной окраине деревни Новосибирский тракт из г. Омска. С восточной стороны проходит асфальтированная дорога от Омской птицефабрики.
Автобусная остановка «В сторону с. Ракитинка»
155 Автобус до ЖД вокзалаходит по расписанию.